# デッドエイジ
『デッドエイジ』（Dead age）は、フジテレビで放送していた単発バラエティ特別番組。

## 概要
「○○を知っていますか?」と尋ね、知っている人がいなくなる年齢「年齢の境界線」がいくつなのかを設定、10代から50代までの回答者が答える。
「逆デッドエイジ」（2回目から登場。5回目からは「デッドエイジ・オーバー」に改題）は、昔の流行を、若い人がどこまで知っているかを尋ねる。
最近の若者流行事情、死語や歌詞穴埋めも、老若男女1万人街角アンケートを行い、回答者が答える。

## 司会
- 薬丸裕英（初回より）
- 小倉智昭（2回目から）
- 小池栄子（初回はパネラー、2回目から司会）

## 放送日
放送時間は日本標準時
1. 2004年3月21日、ニューカマーズ枠
2. 2005年1月5日19:00 - 20:54
3. 2005年3月14日19:00 - 20:54
4. 2005年9月26日20:00 - 21:48

## スタッフ
- ナレーター：大塚芳忠
- 構成：小笠原英樹　ほか
- AD：田中康久、中原大輔、杉本美雪
- ディレクター：村上真理子・鈴木善貴（フジテレビ） ほか
- 演出：三浦淳（フジテレビ）、疋田雅一（HIHO-TV）
- プロデューサー：鈴木浩史（CELL）、大川泰・西雅史（D:COMPLEX）
- チーフプロデューサー：神原孝（フジテレビ）
- 制作協力：D:COMPLEX
- 制作著作：フジテレビ